# Карбен-Кліфф (Іллінойс)
Карбен-Кліфф (англ. Carbon Cliff) — селище (англ. village) в США, в окрузі Рок-Айленд штату Іллінойс. Населення — 1846 осіб (2020).

## Географія
Карбен-Кліфф розташований за координатами 41°29′53″ пн. ш. 90°23′32″ зх. д. / 41.49806° пн. ш. 90.39222° зх. д. (41.498076, -90.392118).  За даними Бюро перепису населення США в 2010 році селище мало площу 5,30 км², уся площа — суходіл.

## Демографія
Згідно з переписом 2010 року, у селищі мешкали 2134 особи в 845 домогосподарствах у складі 567 родин. Густота населення становила 402 особи/км².  Було 885 помешкань (167/км²).
Расовий склад населення:
| - 79,9 % — білих - 12,4 % — чорних або афроамериканців - 0,6 % — азіатів - 0,3 % — корінних американців - 2,6 % — осіб інших рас |

До двох чи більше рас належало 4,3 %. Частка іспаномовних становила 10,0 % від усіх жителів.
За віковим діапазоном населення розподілялося таким чином: 30,7 % — особи молодші 18 років, 56,7 % — особи у віці 18—64 років, 12,6 % — особи у віці 65 років та старші. Медіана віку мешканця становила 31,8 року. На 100 осіб жіночої статі у селищі припадало 90,9 чоловіків;  на 100 жінок у віці від 18 років та старших — 86,4 чоловіків також старших 18 років.
Середній дохід на одне домашнє господарство  становив 55 306 доларів США (медіана — 35 045), а середній дохід на одну сім'ю — 63 554 долари (медіана — 48 875). Медіана доходів становила 41 818 доларів для чоловіків та 34 091 долар для жінок. За межею бідності перебувало 20,7 % осіб, у тому числі 43,3 % дітей у віці до 18 років та 4,7 % осіб у віці 65 років та старших.
Цивільне працевлаштоване населення становило 856 осіб. Основні галузі зайнятості: виробництво — 26,9 %, освіта, охорона здоров'я та соціальна допомога — 16,8 %, роздрібна торгівля — 9,9 %, мистецтво, розваги та відпочинок — 8,3 %.